# Termografia medyczna
Termografia medyczna – bezinwazyjna technika diagnostyki obrazowej, służąca do oceny układu kostnego, stawowego i mięśniowego człowieka oraz zmian fizjologicznych poprzez obrazowanie temperatury wybranych obszarów ciała. Jest dodatkowym badaniem wspierającym wykrywanie i analizę procesów fizjologicznych i metabolicznych. W przeciwieństwie do tomografii komputerowej, nie wykorzystuje promieniowania rentgenowskiego.

## Opis
Badanie termograficzne opiera się o wykorzystanie kamery termowizyjnej w paśmie podczerwieni, która zbiera obraz temperatury ciała. Po elektronicznym przetworzeniu uzyskuje się diagram wskazujący na temperaturę ciała w poszczególnych miejscach. Zbilansowany rozkład temperatury po obu stronach ciała cechuje zdrowy organizm.
Badanie jest bezinwazyjne i bezbolesne. Podobnie jak w przemyśle czy kryminalistyce, również w medycynie termografia umożliwia zdalny pomiar. Podczas wykonywania zdjęć należy odsłonić badaną część ciała. Do przeprowadzenia obróbki i analizy jest wykorzystywane specjalistyczne oprogramowanie. 
Prekursorem praktycznego wykorzystania termografii medycznej w Polsce jest dr n. med. Adam R. Kwieciński, twórca metody diagnostyki i terapii biologicznych nazwanych OXETIC Medical System.
Termografię medyczną wskazuje się jako badanie diagnostyczne pozwalające analizować niepokojące zmiany w organizmie. Jak wskazuje Elżbieta Rostkowska, „duży wkład do wiedzy na temat wykorzystania termografii do oceny powierzchniowych temperatur ciała wniosły prace Górskiego i Koczocik-Przedpełskiej” w latach 70. i 80. XX wieku.

## Zastosowanie
Badanie termograficzne pozwala badać: stawy, skórę, narządy wewnętrzne, układ krążenia, mięśnie dzięki czemu jest wykorzystywane w diagnostyce wybranych nowotworów, zespołu Reynauda, chorób dermatologicznych, stanów zapalnych, krwiaków, nadciśnienia tętniczego, niedociśnienia tętniczego, chorób zakaźnych, a także zaburzeń nerwowych i psychicznych. Termografię wykorzystuje się także do badania skutków tlenoterapii hiperbarycznej.